# 海鳥繁殖行為
“海鳥”一詞常通稱許多主要生活在海上的鳥類，其中包含許多目。海鳥由下述分類科所組成（非所有）：鸌形目，企鵝目，鵜形目和鴴形目 。許多海鳥可持續在海上生活數年不曾靠近陸地。繁殖是著陸的主要原因。許多海鳥的繁殖期（求偶，交配和育幼）通常相當長，在一些較大型的信天翁甚至可持續一年以上， 與雀形目鳥類形成鲜明對比。海鳥的巢有不同密度，有的會單一種類群聚繁殖，也有的會混不同種群共同築巢，但主要選擇在離島繁殖，以避免捕食者干擾。 但是，不同的繁殖階段中，會出現罕見繁殖行為，較少於主要的科學文獻。

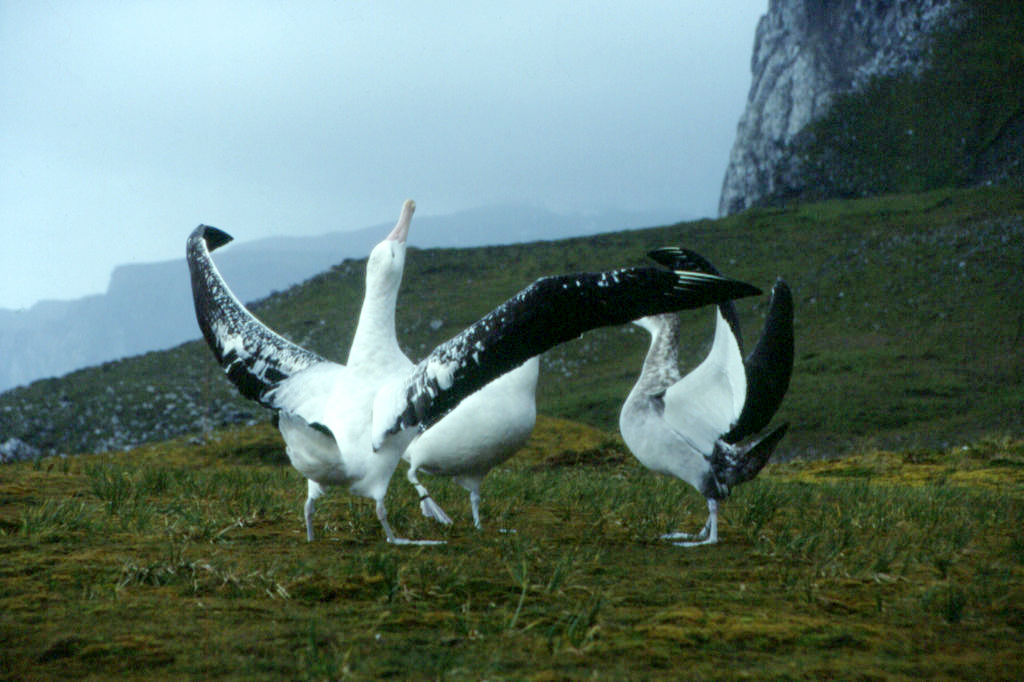
漂泊信天翁在凱爾蓋朗群島的繁殖地裡表演求偶舞的“仰天呼叫”

## 求偶階段
繁殖期的求偶階段是指在交配前配對，偶而會持續到物種的交配及育幼期。不同物種中，求偶行為的順序及變異不太一樣，但主要都是始於領域性防禦，接著交配前吸引配偶的展示行為、巢位選擇性。海鳥是長壽且社會性為一夫一妻制的鳥類，通常終生配對。這使得配偶選擇上變得極其重要，這對於雙方的生殖成功率有終生的影響。

### 交配舞
海鳥是鳥類的所有科中，唯ㄧ有複雜求偶儀式的。這些舞蹈很複雜，包含了視覺及聲音的展示，在不同科、目中有很大的差異。信天翁因其複雜的交配舞而著名。所有信天翁都有某種交配儀式，某些物種甚至有非常相似的形式。信天翁複雜的視覺及聲音的舞蹈，在任何長壽生物中被認為是有高度發展的交配儀式。 雙方都以這些舞蹈作為交配品質的代表，這被認為是此目生物擇偶非常重要的面向。黑脚信天翁(Phoebastria nigripes)和黑背信天翁(P. immutabilis)的交配舞中，已辨識出十個可敘述的部分依序進行。.幾個部分包括 "擊喙"，其中一個個體輕輕碰觸另一方的喙，以及 "仰天"，是舉起腳尖，伸長脖子，將喙向上指。在漂泊信天翁(Diomedea exulans)中，仰天伴隨著 "仰天呼喚"，展示的個體張開翅膀，露出12英尺的巨大翼展，同時朝向天空鳴叫。.交配舞蹈可能持續數分鐘。人們注意到，許多信天翁物種每年在與伴侣重逢時都會跳舞；然而，對於加島信天翁(P. irrorata)來說，新配對或上一季未能成功繁殖的配對，舞蹈的時間更長且更投入。
鰹鳥是另一群以交配表演著稱的海鳥。褐鰹鳥(Sula leucogaster)、紅腳鰹鳥(S. Sula)和藍腳鰹鳥(S. nebouxii)的交配表演至少有九個部分。鰹鳥的仰天動作與信天翁相似；在褐鰹鳥中，仰天動作被描述為雄鰹鳥將頭向後仰，伸長脖子，通常發出哨音。舞蹈也是鰹鳥的一種著名的展示行為，在這種表演中，配對其中一個個體--通常是雄性--直立行走，尾巴翹起，以誇張的方式左右搖擺，同时踏著小步。在藍腳鰹鳥和紅腳鰹鳥中，舞蹈還包括抬起鮮豔的腳向其伴侣炫耀。

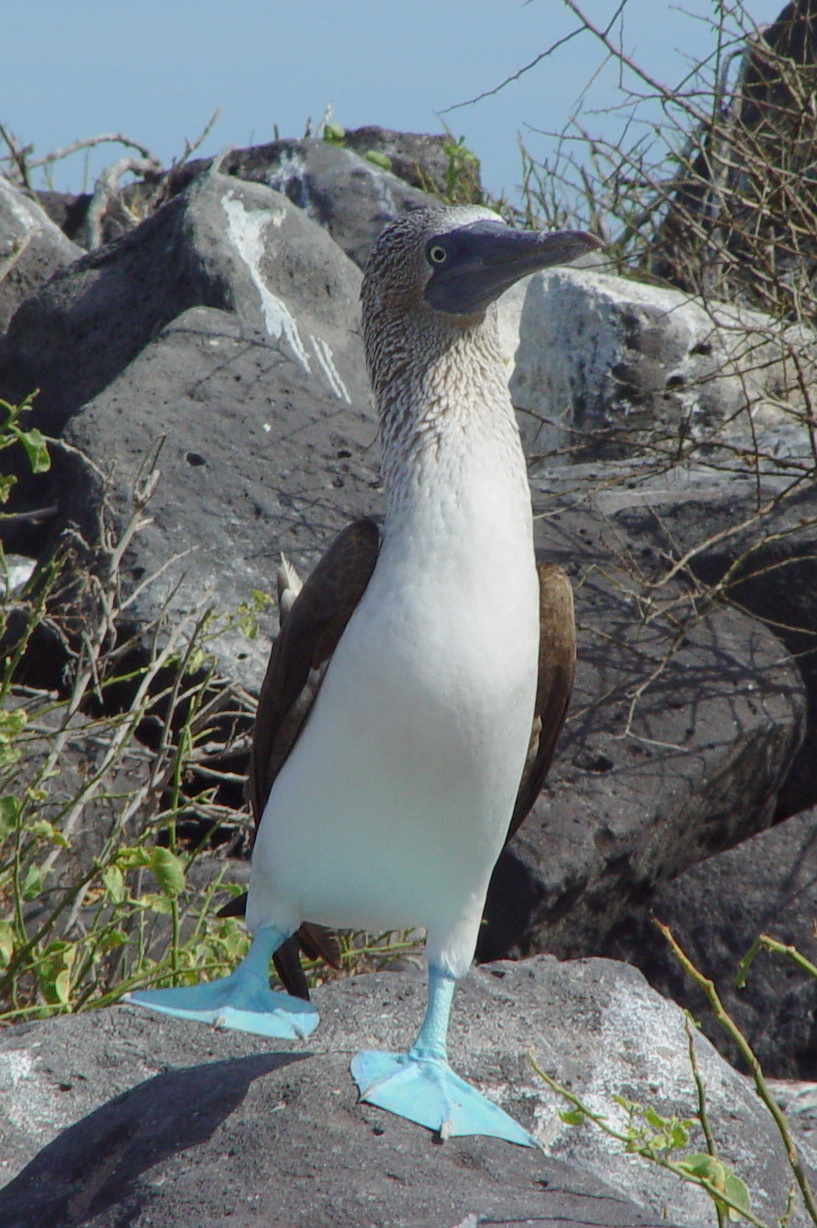
藍腳鰹鳥表演“舞蹈”

軍艦鳥以其特別的展示和繁殖系统而著名。與其他海鳥不同，軍艦鳥有求偶展示場-繁殖系统，多達30隻的雄鳥聚集在一起展示，吸引上方潛在飛過的雌鳥。然而，與典型的繁殖場不同，軍艦鳥配對後是在雄鳥的求偶展示場築巢。然後，雄鳥共同參與保護巢穴、孵化和育雛。雄性軍艦鳥用來吸引雌性的主要展示方式是 "喉囊展示"，即雄性膨脹其鮮紅色的喉囊，將頭朝上，展開翅膀。實驗顯示，雄鳥在求偶展示過程中所消耗的能量與雌鳥的擇偶没有關聯。

### 求偶餵食
一旦配對，一些物種就求偶餵食。求偶餵食是指配對中的一方以一種儀式化的方式向另一方贈送食物。通常是雄性餵食雌性，但在某些物種中是相反，雌性可能會餵食雄性。至於為何會發生求偶餵食行為，提出的幾個原因是。1)幫助强化配偶關係 2)減少雄性和雌性間彼此攻擊 3)在產卵階段為雌性提供格外的營養。
在許多海鷗和燕鷗物種中都可觀察到求偶餵食。在普通燕鷗(Sterna hirundo)中，求偶餵食在配對形成之初就開始了，雄燕鷗在從繁殖地周圍帶一條魚，向潛在的配偶展示。直接利益假說(即雌鳥透過與雄鳥交配可獲得一些直接利益，這裡是指食物)可以解釋為何演化出求偶餵食；然而，此一假說近期有些爭議，有人認為雌鳥是透過缺陷原則，去決定配偶的品質。

### 同性配對
同性戀行為已出現在超過500種生物，從昆蟲、蜥蜴到哺乳動物都有詳盡的紀錄（見：:）。在鳥類中，非鳴禽類中，包括禿鷲、鴨子和鴿子在内，都出現有了同性配對的現象。在海鳥中，同性戀行為的發生率也非常高。在此，同性戀行為指的是同性的配對和育雛，而不是同性的交配，這方面的紀錄很少。幾乎所有的海鳥同性配對的例子都是雌性間配對。此外，這種現象在演化系统上似乎並不局限在任何特定的海鳥的目或科。
野生海鷗的有很多同性戀行為例子。 Fitch(1980)報告說，在五大湖區築巢的美洲海鷗(Larus smithsonianus，原名Larus argentatus smithsonianus)族群中，雌-雌配對的數量較少，但仍存在。雌性美州黑脊鷗對在操作上偏高雌性比(OSR)的群落中更為常見，偶爾這些同性配對會在幾個繁殖季節中穩定出現。在西美鷗(Larus occidentalis)中，雌-雌配對通常與超過平均窩卵數有關(產卵4-6枚；Larus鷗物種的正常產卵是2-3枚)，這些產卵通常是未受精的。在環嘴鷗(Larus delawarensis)的野生種群中，雌雄配對也被廣泛紀錄。對環嘴鷗的研究指出，同性配對是罕見的(<1%)，但年與年間持續出現，而且牠們的窩卵數比率是明顯高於異性配對。也有研究顯示，這些雌性對的產仔率和孵化成功率明顯低於異性對。甚至有一個例子指出，裏海銀鷗(Larus cachinnans)和黃腿鷗(Larus michahellis)間有出現不尋常的跨物種雌雌配對。
在一些燕鷗物種中也有雌雌配對的記錄和研究，包括鬍鬚燕鷗(Chlidonias hybyida)、紅燕鷗(Sterna dougalii)和裏海銀鷗(Hydroprogne caspia)，其特性(與異性配對相比，高於平均的窩卵數和較低孵化/雛鳥的成功率)與同性鷗配對相似。此外，鴴形目(鞘嘴鷗科)研究中曾指出，黑臉鞘嘴鷗(Chionis minor)出現過一對雌性，但事實證明該窩卵無法存活。

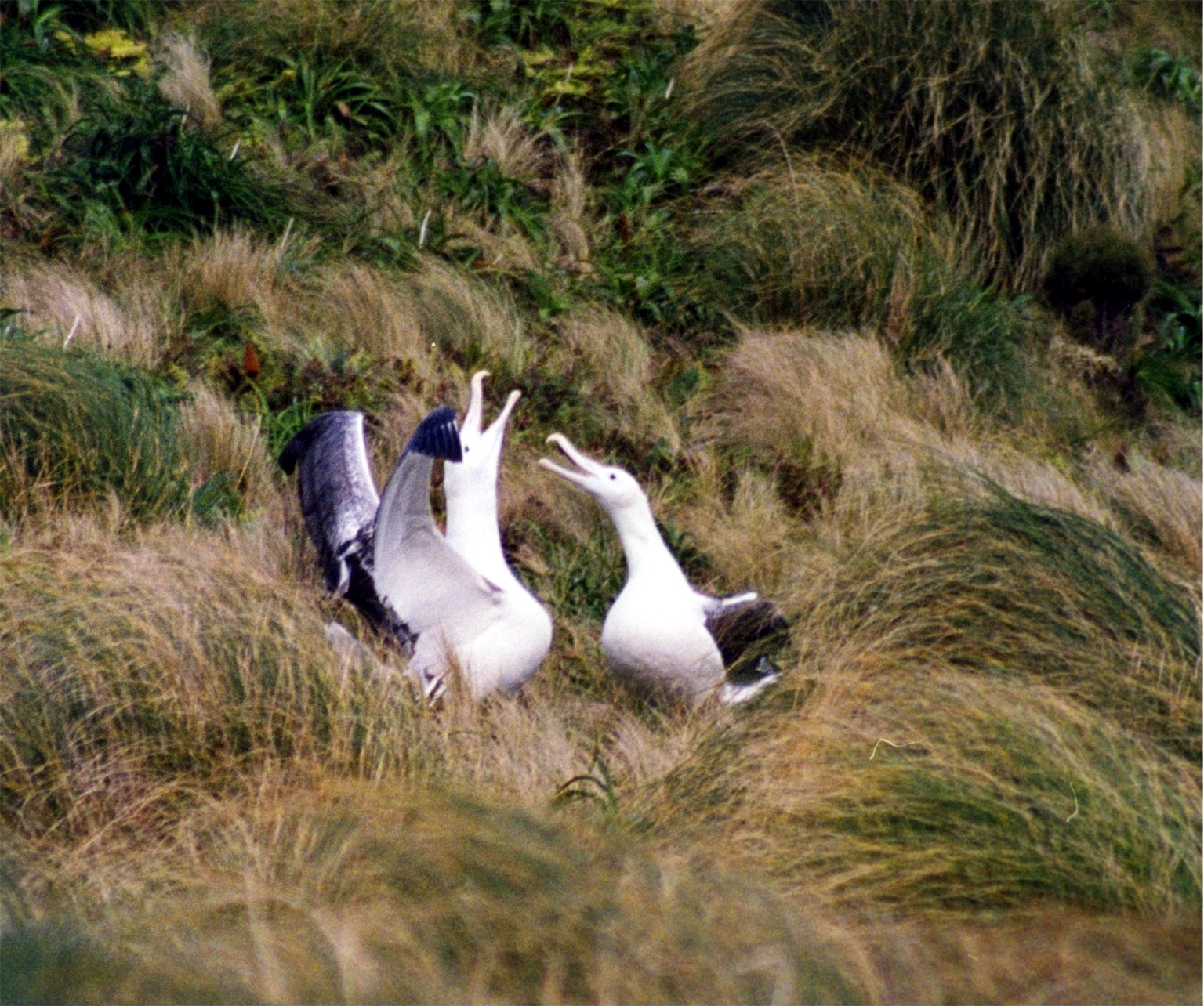
在紐西蘭繁殖地的一對南方皇家信天翁

同性配對也出現在幾個真正的海鳥家族中，包括水薙鳥和鸌鳥。南極水薙鳥(Thalassoica antarctica)已被證明會在雌性數量過多的群落中形成雌性配對；據推測，與另一隻雌性"配對"可能是來自一些對雌性有利的策略，因為這使牠們能夠在群落中生存。通過形成雌雌配對所獲得的經驗，說明了花費短期成本來撫養其他鳥的後代，可能會大大提高非遺傳父母未來成功繁殖的機會。在這個科裏的另一個成員--科里氏鸌（Calonectris diomedea borealis）中，最近首次在穴居海鳥中發現同性配對。該研究提出，在洞穴築巢海鳥中形成雌性配對的因素與在陸地築巢海鳥中形成雌性配對的因素相似（雌性比偏高），而且由於洞穴築巢海鳥生活史的隱蔽性，可能使得洞穴築巢海鳥中的雌性配對長期以來一直未被發現。
在信天翁中，雌雌配對最近成為媒體的重要報導。去年，當一對南方皇家信天翁(D. epomophora)在紐西蘭孵化出一隻雛鳥時，這代表了該物種中首次成功的同性配對記錄。在Young等(2008)是一項具有里程碑意義的研究，她報告說，在夏威夷歐胡島的一個群落中，超過30%的黑背信天翁是同性配對。儘管這些雌性對比異性對的繁殖成功率低，但總比完全不繁殖來得好。Young等(2008)也指出，雌性偏高比例是同性配對比例很高的主要原因。此外，在夏威夷庫爾環礁上還記錄到一對高度瀕危的短尾信天翁(P. albatrus)雌雄配對失敗。

企鵝是海鳥中唯一已知的雄性配對的例子。在新西蘭的奧塔哥半島，據報導，2009年有兩隻雄性黃眼企鵝（Megadyptes antipodes）在孵化一枚蛋。在人工飼養的情況下，有記錄顯示，頰帶企鵝（Pygoscelis antarcticus）、洪堡企鵝（Spheniscus humboldti）、麥哲倫企鵝（S. magellanicus）和非洲黑腳企鵝（S. demersus）都曾出現雄性配對。

## 交配期
在海鳥中，交配階段通常發生在配對關係形成之後，偶爾也會同時發生。交配主要發生在繁殖地的陸地上。通常一對海鳥會進行多次交配，即使是每窩只產一個蛋的海鳥也是如此。這些額外的交配被認為是加強配對關係的一種機制。這對於強烈的一夫一妻制、長壽的生物來說是很重要的，對於那些在非繁殖季節大部分時間都在海洋上分開生活的海鳥來說尤其重要。

### 配偶外的交配/受精/父子關係
鳥類是以一夫一妻制為主要交配制度的主要類群之一。在遺傳技術出現之前，人們認為大多數一夫一妻制的鳥類對其伴侶保持忠誠。然而，現在已經知道，配對外的交配（EPCs）、配對外受精（EPFs）和配對外的父子關係（養育其他鳥的後代，EPP）實際上在各種鳥類目和科別中相當普遍。過去被認為是遺傳上一夫一妻制的鳥類中，大約有70%的鳥類出現配對外的交配，並養育其他鳥的幼鳥。此外，有人提出，像海鳥在繁殖群中那樣高密度築巢的鳥類，其配對外的交配和配對外受精的比率要高於那些非群聚築巢的鳥類。儘管如此，Westneat和Sherman(1997)在一項巨分析中發現，築巢密度和配對外受精之間沒有顯著的相關性。許多海鳥在每個繁殖季節只養育一隻雛鳥，而雄鳥一年的繁殖成功率將取決於牠所養育的孤卵/雛鳥是牠的遺傳後代，這令人驚訝於海鳥中普遍的配對外受精和配對外的父子關係。此外，所有的海鳥都是由雙親照顧，因此，雄鳥花幾個月的時間努力養育一隻不是牠的遺傳後代的雛鳥，在演化上是要付出代價的。
根據這一預測，對海鳥的許多研究都沒有發現配對外的交配、配對外受精。幾項對暴風鸌的基因研究顯示，沒有配對外的交配、配對外受精的證據，這並不奇怪，因為這些海鳥是穴居海鳥，每年只產一枚蛋，而且親代投資很高。小海雀(Alle alle)是一種每年只養育一隻雛鳥並水面築巢海鳥，沒有出現配對外受精和配對外的父子關係。在加拉巴哥繁殖的橙嘴藍臉鰹鳥(Sula granti)已研究了幾十年，也沒有顯示出配對外的交配、配對外受精的證據；這也不是一個令人驚訝的結果，因為它們每年只有一個倖存的後代。每年養育兩隻雛鳥的頰帶企鵝也沒有顯示出配對外的交配、配對外受精。
相比於這些觀察結果，已經有大量的研究在海鳥身上發現了配對外的交配、配對外受精。也許最令人驚訝的配對外受精是在鸌形目中被發現的，因為該種鳥類的所有成員每年只產一枚蛋，有些甚至每年都不繁殖。加島信天翁表現出很高比率的配對外的交配和配對外受精（高達25%的後代是其他配對的幼鳥），行為觀察表明，許多配對外的交配是由其他雄鳥強迫的。對漂泊信天翁的研究表明，超過10%的雛鳥是其他配對的幼鳥；這是一個極其令人驚訝的結果，因為成年漂泊信天翁每隔一年才繁殖一次成功。在南喬治亞島築巢的黑眉信天翁(Thalassarche melanophris)和灰頭信天翁(T. chrysostoma)也有類似的結果。在南極海燕中也出現了配對外受精。也許最出人意料的結果是，短尾鸌(Puffinus tenuirostris)和科里鸌(Calonectris diomedea borealis)這種築巢於兩個洞穴的鸌科，被記錄到配對外的交配和配對外受精。在短尾鸌中，配對外受精發生的原因是雌鳥離開洞穴去尋找配對外的交配。在亞速爾群島聖瑪麗亞島維拉島的科里鸌族群中，對巢穴/洞穴的強烈競爭可能是配對外的交配、配對外受精發生的原因，伴侶不忠的情況發生在體型小個體會比起體型大的更高。
配對外的交配和配對外受精也在其他海鳥家族中出現。與小海燕的遺傳研究結果相反，配對外的父子關係已在幾種海鳥中得到證實，包括崖海鴉(Uria aalge)和刀嘴海雀(Alca torda)，這兩種海鳥每年只養一隻雛鳥。已有研究表明，雌性刀嘴海雀可以決定配對外的交配是否會導致配對外受精，並且只有當配對外的交配使它們比現在的配偶有更高的適合度時，才會接受配對外的精子。在雌雄異型性差別現著的大軍艦鳥（Fregata minor）中也顯示出配對外的父子關係較低比率。

### 近親交配
在自然界中，鳥類很少有近親繁殖的情況，因後代存活率較低，因此與近親個體交配的情況很少。海鳥天生有很高的近親繁殖風險，因為大多數海鳥會回到原出生地繁殖，有些物種的整個種群都在一個小島上繁殖，許多物種是高度瀕危的情況。儘管如此，隨機觀察到的在漂泊信天翁和極度瀕危的阿島信天翁(D. amsterdamensis)的近親繁殖並不比預期的多。相反，一些對海鳥的研究顯示了近親繁殖的證據。 Huyvaert和Parker(2010)檢測到加島信天翁近親繁殖的頻率很低，遺傳相似度與配對外受精呈負相關，這是一個不尋常的結果，不支持近親繁殖迴避假說。近親繁殖在地中海科里鸌（Calonectris diomedea diomedea）中觀察到低頻率，據報告指出有兩對母子近親繁殖。

## 育雛階段
育雛是繁殖週期中最關鍵的階段，決定了繁殖季中最終的繁殖成功率。育雛包括孵蛋、餵養、保護，在某些情況下，還包括教雛鳥獨立生存所需的技能。在一些鳥類(東南亞刷毛火雞)中，可能完全沒有育雛期，在許多鳥類中，育雛期長達幾週，而在大型鳥類中，育雛期則長達數月。海鳥，以及一些澳大利亞和南部非洲的陸生鳥類，如南方地犀鳥或白翅山鴉，擁有地球上所有鳥類中最長的育雛階段。許多海鳥要花3-4個月的時間來撫養雛鳥，直到它們能夠長出飛羽和獨立地覓食，這並不稀奇。在大型信天翁中，育雛期可能需要9個月以上。正是因為這個極其漫長的育雛階段，許多大型的海鳥每隔一年才能繁殖一次。

### 手足相殘

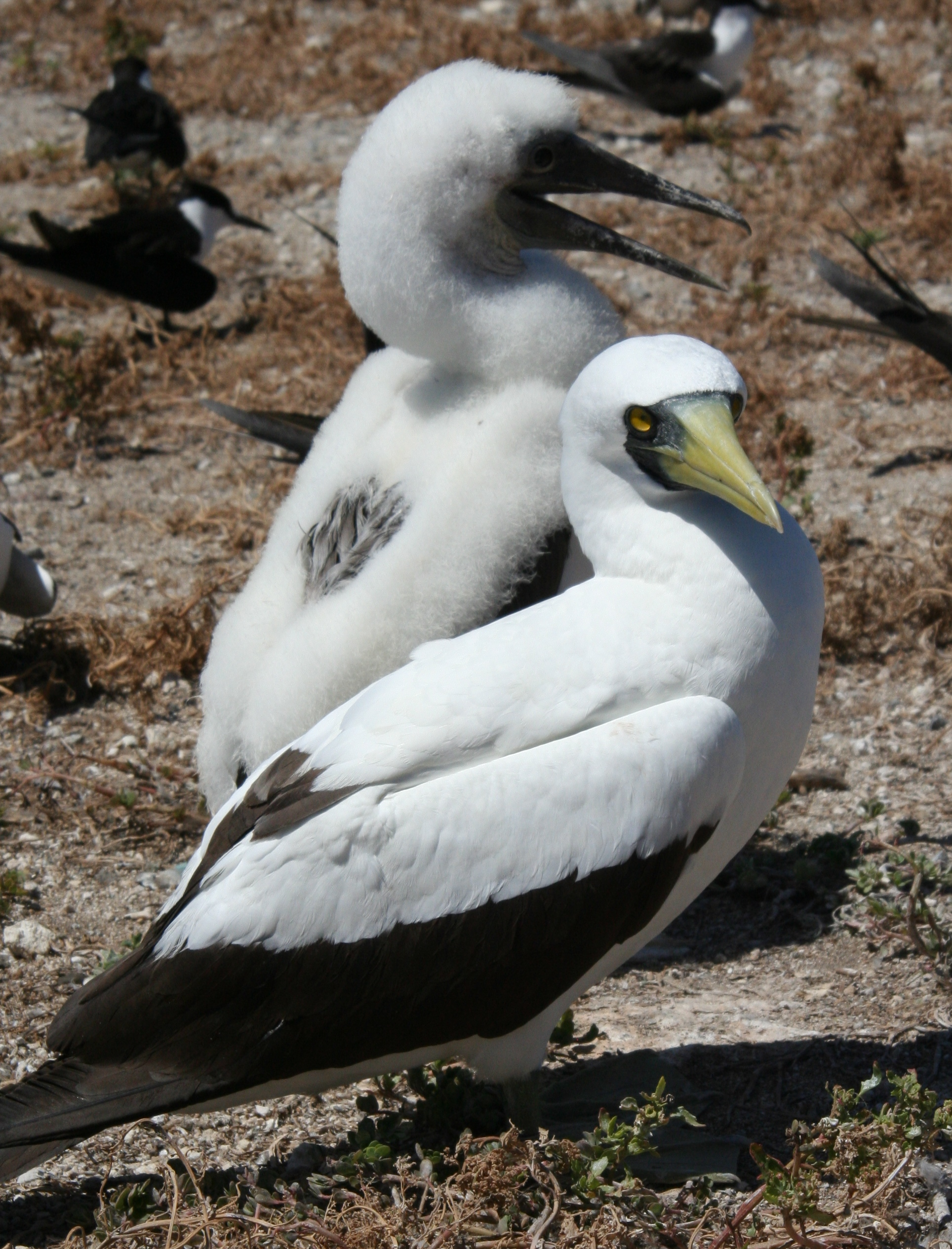
橙嘴藍臉鰹鳥成鳥後帶著一隻大型雛鳥。這個物種產下兩個蛋；蛋皆孵化後，較大、較健康的雛鳥幾乎總會殺死較小的那隻。這是動物王國中少數幾個必然發生的同胞相殘的物種之一。

手足相殘，是指個體因其同窩手足的行為而死亡，在一些鳥類中可見，包括白鷺和翠鳥、一些猛禽和擬八哥。在大多數的例子中，手足相殘是有偶發性的(即非必然性的)，只有在食物短缺時才會發生。然而，在一些海鳥中，手足相殘被證明是必然性的，無論繁殖季節有多高產都會發生。橙嘴藍臉鰹鳥是一種必然發生手足相殘的物種。父母產下兩枚蛋，相隔數日如果第一枚蛋無法孵化，所產的第二枚蛋被視為生育保險。如果兩枚蛋都孵化出來，年長的雛鳥會把牠的兄弟姐妹推出巢區，讓它因口渴或寒冷而死。親代鰹鳥不會干預，小雛鳥必然死亡。研究表明，橙嘴藍臉鰹鳥雛鳥體內的高量激素是誘發其謀殺行為的原因。與之密切相關的藍腳鰹鳥也有同胞相殘的現象。與橙嘴藍臉鰹鳥不同的是，藍腳鰹鳥的雛鳥只有在食物稀少的時候才會進行同父異母的行為。此外，父母實際上是在試圖抑制同胞相殘的行為，而不是忽視或鼓勵它。

### 離異
對於大多數海鳥來說，如果繁殖成功，牠們會年復一年地與同一個伴侶繼續繁殖，除非另一半死亡或未返回繁殖地。然而，當雙方皆還活著，但伴侶關係偶爾會解體或被迫分開時，稱為離異。海鳥離異的原因多樣，包括配偶不同步抵達繁殖地、配對的繁殖成功率下降和爭奪配偶。強制離異見於橙嘴藍臉鰹鳥和崖海鴉，其中一個成員主動拋棄另一個成員，或者入侵者進入並強行拆散繁殖的一對，形成新的一對。
離異在海鷗和相近的物種中比較常見；在一項研究中，黑腿三趾鷗(Rissa tridactyla)被證明比對伴侶忠實，反而更忠實於築巢地點。國王企鵝(Aptenodytes patagonicus)和帝王企鵝(A. forsteri)的離異率高得驚人(每年超過80%的配對)。配偶不同步到達繁殖地被認為是主要原因，因為這些企鵝的繁殖期有時間限制。大賊鷗(Stercorarius skua)每年都會發生離異，但頻率很低(每年6-7%的配對)，死亡導致的配對中斷比離異多3倍。在鸌型目中離異並不常見，通常只發生在幾年的繁殖失敗之後。然而，一項對短尾鸌的研究觀察到，有族群的離婚率每年高達16%。

## 不同科間的繁殖行為

### 鵜鶘科
鵜鶘形成配對會持續一整個育雛期，直到幼鳥離巢。這個配對持續的時間，會育雛時間和離異時間而有所不同。鵜鶘在繁殖時，會進行求偶表演，以吸引雌性同行。當其他鵜鶘觀察到求偶飛行時，就會形成大的繁殖群，表明該地是一個繁殖地。繁殖群會分散成較小的群體，由一隻雌鳥和兩三隻雄鳥組成，會進行幾次求偶儀式，以吸引雌鳥交配。
雄鳥的求偶表演是要直到群體中最有優勢的雄鳥，最後一個留下來，才能與雌鳥交配。當所有雄鳥呈現一列縱隊，向母鳥的展示求偶時，身體會直立，喙指向地面。較大的、更有優勢的雄鳥經常佔據隊伍的後方啄刺那些次優勢的雄鳥。當所有次優勢雄鳥離開群體而加入其他鳥群後，擇偶就完成了。此時雌鳥低下頭，喙觸地。交配開始時，雄鳥和雌鳥相互躬身，雄鳥在雌鳥的頸部或背部躬身，常以數字8的動作左右擺動頭部。交配會時間為6至22秒，持續數小時，直到交配行為停止。   

### 企鵝科
企鵝求偶包括聽覺和視覺展示；但是，牠們的呈現方式因物種而異。在大多數企鵝物種中，可以觀察到三種主要的求愛行為形式，其中由雄性啟動展示以吸引雌性伴侶並築巢。
狂喜展示是求偶期間觀察到的三種行為中的第一種，雄企鵝低頭鞠躬，抬起喙，用腳蹼在空中抬起，發出喇叭般的叫聲，有時可能會搖晃或搖頭。這種行為是為了吸引配偶，建立巢穴，並向鄰近的雄企鵝發出信號，讓它們保持距離。
互相狂喜展示是求愛過程中的第二種行為，在這種行為中，雌雄都互相進行狂喜展示。這種行為因物種而異，最顯著的差異是帝企鵝，兩個夥伴站在一起，頭碰頭並朝下，輕輕晃動（鳴叫）。為了提高伴侶的識別能力，築巢及確認關係，以及增加配對強度。
大多數企鵝物種中觀察到的最後一種求偶行為是鞠躬。這種行為的特徵是，雄性和雌性向地面鞠躬，頭部向下傾斜，頭部搖晃，並且經常互相發出嘶嘶聲或咆哮聲。據信這種行為也增強了雌雄之間的配對關係，通常在伴侶覓食或找尋其他資源時，返回巢穴時發生。  

### 鸕鶿科
鸕鶿的繁殖配對關係會持續一個繁殖季，但已證明有時會延續到下一個繁殖季。在孤立海岸線和附近水域的繁殖地，雄鳥追逐並提供築巢禮物，是求偶配對的開始。雄鳥在求偶過程中，首先在其他鸕鶿巢附近建立巢穴，並展示威脅行為以阻止其他配對過於靠近巢穴。雌性配偶到來後，鸕鶿會進行"拍翅"行為，雄鳥背呈水平姿態，翹起尾巴展開尾羽，羽翼張開，頭向後仰使頸部觸及背，通常發出咯咯的叫聲。鸕鶿會舉起翅膀展示羽毛，並有節奏地扇動翅膀，隨著頭部的左右擺動，並會隨著雌鳥的靠近而增加這種行為的頻率。雄性鸕鶿也被證明會做出"張口行為"，將張開的喙和喉囊向前推，並伴隨著叫聲，或者展示雄性下方的築巢材料，以提高潛在雌性配偶的興趣。
在交配後，這對鳥會進行一些加強和識別行為，雄鳥會間歇性地離開，去尋找食物和築巢資源。觀察到的加強配對行為的例子有： 伸張展示(見上文)、指向展示(頸部末端喙遠遠地向前延伸，尾部羽毛張開)、拍打(雄鳥返回巢穴時，輕輕地將腳放在雌鳥背上)、巢料展示(返回的雄鳥向雌鳥展示新發現的巢料)和跳躍展示(喙最初指向地面，鸕鶿略微跳離地面，並將其頸部和喙抬起至垂直位置，其鰓袋充氣，羽毛被撥動，然後慢慢地將頭偏向一側或另一側)。

### 熱帶鳥科
熱帶鳥的配對通常可持續在幾個繁殖季，並且對成功的築巢地點擁有強烈依存性，然不同的配對也會有不同的結果。求偶行為發生在繁殖群中，由雄鳥發起，在群體築巢處附近在空中表演，在空中繞大圈飛翔，最大可達100米左右，拍翅的同時鳴叫，並將長尾羽垂下。這種行為會吸引附近許多其他熱帶鳥一同空中展示，形成6-12只不等的群體規模。雌鳥會選擇其中一隻雄鳥，接著這隻雄鳥會離開群體，與雌鳥同步飛行展示。這些展示可以分為折線模式或下降滑翔，其中一隻會跟飛在另一隻的上方，上面那隻會將翅膀指向下，而下方那隻將翅膀指向向上。在上層鳥類可能會直接將長尾羽向下，在飛行中途觸另一隻，這種行為過程中可能會持續數百米。一旦形成配對關係，這對鳥就會建立自己的巢穴，並在巢中交配。
空中求偶行為已被證明能吸引附近更多同種鳥前來繁殖，此行為也被認為能與其他個體或鄰近群體繁殖時間同步。群體的空中求偶行為最常發生在上午，隨著配偶的選擇減少或個體的放棄，空中求偶的數量在下午會減少。

## 其他
- 交配
- 動物交配行為
- 動物同性戀行為
- 一夫一妻
- 鳥群

## 其他連結
- 信天翁與水薙鳥保育協定 （页面存档备份，存于）